# Sungai Ipuh Dua
Sungai Ipuh Dua is een bestuurslaag in het regentschap Muko-Muko van de provincie Bengkulu, Indonesië. Sungai Ipuh Dua telt 646 inwoners (volkstelling 2010).